# Коробочкин, Алексей Петрович
Алексе́й Петро́вич Коро́бочкин (9 октября 1903 — 7 июня 1982) — советский дипломат. Чрезвычайный и полномочный посланник II класса.

## Биография
Член ВКП(б). На дипломатической работе с 1937 года.
- В 1937—1945 годах — сотрудник центрального аппарата НКИД СССР, первый секретарь Посольства СССР в Японии.
- В 1946—1948 годах — советник миссии СССР в Дальневосточной комиссии в Вашингтоне (США).
- В 1949—1950 годах — заместитель заведующего II Дальневосточным отделом МИД СССР.
- В 1950—1953 годах — советник МИД СССР.
- С 13 декабря 1953 по 22 ноября 1955 года — чрезвычайный и полномочный посланник СССР в Эфиопии[1].
- В 1956—1961 годах — советник Дальневосточного отдела МИД СССР.

Похоронен на Востряковском кладбище в Москве.

## Награды
- орден Красной Звезды (5 ноября 1945)
- орден «Знак Почёта» (3 ноября 1944)

## Семья
Жена — Софья Дмитриевна Коробочкина (Баженкова, 1902—1988). Дети: Феликс (1930—2006), Вероника (1932—1948), Эльвира (1942—1948). Дочери Вероника и Эльвира погибли при пожаре на теплоходе «Победа» 1 сентября 1948 года, в результате которого погибло 42 человека; похоронены в Одессе на Втором христианском кладбище.